# Ophiomyia ocimi
Ophiomyia ocimi este o specie de muște din genul Ophiomyia, familia Agromyzidae, descrisă de Spencer în anul 1965.
Este endemică în Guinea. Conform Catalogue of Life specia Ophiomyia ocimi nu are subspecii cunoscute.